# ケープコッドシステム
ケープコッドシステム（英: The Cape Cod System）は、防空管制のために設計されたコンピュータシステムで、ニューイングランド南部一帯をカバーした。
多くのレーダーが設置されたケープコッドにちなんで命名された。

## 歴史
このシステムは、コンピューターによって防空システムを構築することが可能かということを実証するために設計された。3台の長距離レーダー（AN/FPS-3）、11台のギャップフィラーレーダー、3台の高度探知レーダーからの信号をアナログからデジタルに変換し、電話回線でマサチューセッツ州ケンブリッジのWhirlwind I コンピュータに送信した。1953年9月に始まったケープコッドシステムの最初のテストでは、シミュレーションデータのみが使用されたが、その後のテストでは、ソ連の爆撃機の代役としてアメリカ空軍のB-47ストラトジェット爆撃機や、4つの空軍基地からスクランブルされた本物の迎撃ミサイルが使われた。
ケープコッドシステムは、新しい磁気コアメモリベースの計算機が半自動式防空管制組織（SAGE）に使用するのに十分な速度を持つことを検証し、この役割のためにAN/FSQ-7コンピュータを大量生産するための産業努力が開始された。RCA社が有力視されていたが、最終的にはIBM社が選ばれた。IBMは1957年に生産を開始し、SAGEシステムにデータを供給するために必要な建物、電力、通信網を整備する大規模な建設プロジェクトが行われた。